# Euploea staintonii
Euploea staintonii är en fjärilsart som beskrevs av Felder 1865. Euploea staintonii ingår i släktet Euploea och familjen praktfjärilar. Inga underarter finns listade i Catalogue of Life.